# Юний Аней Галион
Луций Юний Аней Галион (на латински: Junius Annaeus Gallio; Lucius Iunius Gallio Annaeanus; † 65 г.) е римски политик през първата половина на 1 век.

## Произход и кариера
Той е от фамилията на gens Анеи, произлизаща от Испания, като е осиновен от gens Юнии. По рождение се казва Луций Аней Новат и е най-възрастният син на Аней Сенека (Сенека Стари) и съпругата му Хелвия от Кордуба. Брат е на Луций Аней Сенека (Сенека Млади) и Аней Мела, баща на поета Марк Аней Лукан (Лукан). Той е осиновен от сенатор и ретор Луций Юний Галион, което води до промяна на името му на Юний Галион.
Галион е сенатор, квестор и префект. Плиний Стари казва, че е белодробно болен. Неговият брат Сенека му посвещава de ira и de vita beata. През 51 /52 г. е проконсул на провинция Ахея (това доказва намерен надпис в Делфи) и има контакт с Павел от Тарс (Апостол Павел). През 56 г. той е суфектконсул. През 65 г. се самоубива.